# العربية لحماية الطبيعة
العربية لحماية الطبيعة (بالإنجليزية: Arab Group for the Protection of Nature)‏ أو اختصارا (APN)  جمعية أردنية غير ربحية ، برزت فكرة انشاءها كمنظمة تعني بشؤون حماية البيئة والموارد الطبيعية في الأردن والدول العربية الأخرى في ظل ما تواجههه البيئة من تحديات وأخطار متزايدة وعلى الأخص ما تتعرض له نتيجة للصراعات والحروب والاحتلالات . تأسست في نيسان 2003 ، وذلك بهدف المساهمة في الجهود المبذولة لحماية البيئة العربية والتنسيق مع كافة الهيئات والمنظمات العربية والدولية لتحقيق هذه الغاية. وتعتمد على العمل التطوعي في معظم أنشطتها.

## الرسالة
تسعى الجمعية للمبادرة بإطلاق مشاريع وتنسيق الجهود أو المشاركة فيها لحماية الموارد الطبيعية والإنسانية في الدول العربية والتوعية بالآثار المدمرة للحروب والاحتلالات عليها. نهدف للمساهمة في بناء القدرات الذاتية لهيئات المجتمع المدني العربي للمشاركة في النقاشات الدولية حول قضايا البيئة وتحديد المواقف بشأنها.

## الأهداف
- تنفيذ مشاريع التشجير ومتابعتها.
- زيادة الوعي بأهمية الشجرة ومسؤولية الإنسان فيما يتعلق بزراعتها وحمايتها والحفاظ عليها بالإضافة لجمع وتوفير وإجراء البحوث والدراسات حول قضايا البيئة والزراعة والاشجار.
- التوعية على الصعيدين العربي والدولي بالتدمير البيئي في مناطق الاحتلالات والحروب.
- العمل على توفير الدعم المادي والمعنوي لإعادة تأهيل المناطق المتضررة.
- دعم ومساندة الجهود الوطنية والعربية والدولية في مجال حماية البيئة والمشاركة فيها.
- المساهمة في مجابهة مشكلة التصحر والسعي للحفاظ على النباتات.

## مشاريع
- حملية المليون شجرة في فلسطين

شعار حملة زراعة أشجار فلسطين

يتضمن المشروع الذي أنشأه مؤسسو العربية لحماية الطبيعة عام 2001، إعادة زراعة الأشجار التي اقتلعت من أراض فلسطينية جرفتها قوات الاحتلال الإسرائيلي في الضفة الغربية وقطاع غزة المحتلين لبناء أو توسيع المستوطنات اليهودية والطرق المؤدية اليها وإنشاء جدار الفصل العنصري. وسيجري زراعة نحو مليون شجرة زيتون وأشجار فواكه ونخيل في مواقع مختلفة. يجري تنفيذ المشروع عبر خمسة مراحل تنتهي عام 2007.
- حملة القافلة الخضراء في الأردن

يجري تنفيذ المشروع الذي أنشأ في شهر ايار من عام 2004، في منطقة وادي الأردن التي تقع تحت سطح البحر، حيث يندر سقوط الأمطار وترتفع درجات الحرارة لمعدلات عالية مما يؤدي لجفاف التربة وتكاثر الآفات الزراعية. يعتبر المشروع رياديا إذ تم تطبيق المرحلة الأولى من زراعة الأشجار في قرية ظهرة الرمل كخطوة نحو تعميم التجربة في مناطق أخرى.
- المكافحة المتكاملة للآفات الزراعية
- المواد المعدلة وراثيا
- أنشطة تطوعية

## وصلات خارجية
- الموقع الرسمي